# Ramiro al II-lea de Leon
Ramiro al II-lea  (n. 898 d.Hr., Regatul León – d. 5 ianuarie 951 d.Hr., León, Castilia și León, Spania) a fost fiul lui Ordono al II-lea de Leon și a fost regele Leonului din 931 până la moartea sa. Intitulat inițial rege doar peste o parte mică a regatului, el a câștigat coroana Leonului (împreună cu Galicia) după înlocuirea fratelui său Alfonso al IV-lea de Leon și a vărului său Alfonso Fróilaz în 931.
Ramiro s-a remarcat ca fiind un comandant militar excelent și și-a extins extrem de mult teritoriile sale de sud (Salamanca, Ledesma), precum și ca fondator a cetății de frontieră (Osma, Clunia). Ramiro a format o coaliție Pamplona/Leon, care a învins contraofensiva din Andaluzia în Bătălia de la Simancas (939). Această victorie a permis înaintarea frontierei leoneze de la Duero la Tormes. 
În ultimii ani ai domniei sale, el a pierdut sprijinul cumnatului său din Pamplona, care îl ajuta pe alt cumnat al său, Fernán González de Castilia, să obțină independența de facto. În 950, Ramiro a lansat o expediție în valea Edge și i-a învins pe Umayyazi la Tatavera.